# Joli OS
Joli OS (voorheen Jolicloud) is een besturingssysteem gebaseerd op de Linuxkernel, bedoeld voor netbooks. Het wordt ontwikkeld door Tariq Krim.
Joli OS is een licht, relatief gemakkelijk en snel besturingssysteem. Gratis toepassingen zijn via Joli OS te downloaden. Het systeem geeft tevens aan wanneer hiervoor updates beschikbaar zijn. Enkele voorbeelden van toepassingen zijn: Firefox, VLC media player en OpenOffice.org. Het systeem is ontwikkeld om op relatief langzame netbookcomputers te kunnen draaien. Daarnaast biedt Joli OS de mogelijkheid Windows-programma's te installeren via Wine.